# Comuna de Brzeszcze
Brzeszcze (polaco: Gmina Brzeszcze) é uma gminy (comuna) na Polónia, na voivodia de Pequena Polónia e no condado de Oświęcimski. A sede do condado é a cidade de Zasole.
De acordo com os censos de 2004, a comuna tem 21 607 habitantes, com uma densidade 468,4 hab/km².

## Área
Estende-se por uma área de 46,13 km², incluindo:
- área agricola: 56%
- área florestal: 12%

## Demografia
Dados de 30 de Junho 2004:
|                      | Total   | Total | Mulheres | Mulheres | Homens  | Homens |
| -------------------- | ------- | ----- | -------- | -------- | ------- | ------ |
|                      | pessoas | %     | pessoas  | %        | pessoas | %      |
| População            | 21 607  | 100   | 11 031   | 51,1     | 10 576  | 48,9   |
| Densidade (pop./km²) | 468,4   | 100   | 239,1    | 239,1    | 229,3   | 229,3  |

De acordo com dados de 2002, o rendimento médio per capita ascendia a 1575,23 zł.

## Comunas vizinhas
- Kęty, Miedźna, Oświęcim, Wilamowice